# Сан Дамијано ал Коле
Сан Дамијано ал Коле (итал. San Damiano al Colle) је насеље у Италији у округу Павија, региону Ломбардија.
Према процени из 2011. у насељу је живело 560 становника. Насеље се налази на надморској висини од 207 м.

## Становништво
Према резултатима пописа становништва 2011. у општини је живело 719 становника.
| 1931. | 1936. | 1951. | 1961. | 1971. | 1981. | 1991. | 2001. | 2011. |
| ----- | ----- | ----- | ----- | ----- | ----- | ----- | ----- | ----- |
| 1.842 | 1.807 | 1.625 | 1.379 | 1.092 | 918   | 822   | 738   | 719   |